# Röttenbach, Erlangen-Höchstadt
Röttenbach är en kommun och ort i Landkreis Erlangen-Höchstadt i Regierungsbezirk Mittelfranken i förbundslandet Bayern i Tyskland.